# Federico Guglielmo di Sassonia-Meiningen
Federico Guglielmo di Sassonia-Meiningen (Ichtershausen, 16 febbraio 1679 – Meiningen, 10 marzo 1746) fu Duca di Sassonia-Meiningen dal 1743 sino alla sua morte.

## Biografia
Federico Guglielmo era il figlio di Bernardo I di Sassonia-Meiningen e della sua prima moglie, Maria Edvige d'Assia-Darmstadt.
Alla morte del padre, nel 1706, in accordo con le volontà del genitore, egli ereditò il Ducato di Sassonia-Meiningen con il fratello, Ernesto Luigi, ed il suo fratellastro, Antonio Ulrico.
Ma, poco dopo, Ernesto Luigi firmò un contratto coi fratelli, ottenendo il pieno controllo del ducato.
Alla morte di Ernesto Luigi (1724), Federico Guglielmo ed Antonio Ulrico ottennero il pieno governo del ducato come tutori del nipote sino al 1733.
Alla morte del nipote, Carlo Federico (1743), egli ereditò il Ducato di Sassonia-Meiningen.
Federico Guglielmo non si sposò mai e morì dopo solo tre anni di regno. Egli fu succeduto dal fratellastro, Antonio Ulrico.

## Ascendenza
|                                               |                                       |                                               | Genitori                                       |  |  | Nonni |  |  | Bisnonni                                      |  |  | Trisnonni                               |  |
|                                               |                                       |                                               |                                                |  |  |       |  |  | Johann III, duca di Sassonia-Weimar-Altenburg |  |  | Johann Wilhelm, duca di Sassonia-Weimar |  |
|                                               |                                       |                                               |                                                |  |  |       |  |  | Johann III, duca di Sassonia-Weimar-Altenburg |  |  | Johann Wilhelm, duca di Sassonia-Weimar |  |
|                                               |                                       | Dorothea Susanne von der Pfalz                |                                                |  |  |       |  |  | Johann III, duca di Sassonia-Weimar-Altenburg |  |  |                                         |  |
| Ernst I, duca di Sassonia-Gotha-Altenburg     |                                       |                                               |                                                |  |  |       |  |  | Johann III, duca di Sassonia-Weimar-Altenburg |  |  |                                         |  |
|                                               |                                       | Dorothea Maria von Anhalt                     | Joachim Ernst, principe di Anhalt              |  |  |       |  |  |                                               |  |  |                                         |  |
|                                               |                                       | Dorothea Maria von Anhalt                     | Joachim Ernst, principe di Anhalt              |  |  |       |  |  |                                               |  |  |                                         |  |
|                                               |                                       | Dorothea Maria von Anhalt                     | Eleonore von Württemberg                       |  |  |       |  |  |                                               |  |  |                                         |  |
| Bernhard I, duca di Sassonia-Meiningen        |                                       | Dorothea Maria von Anhalt                     |                                                |  |  |       |  |  |                                               |  |  |                                         |  |
|                                               |                                       | Johann Philipp, duca di Sassonia-Altenburg    | Friedrich Wilhelm I, duca di Sassonia-Weimar   |  |  |       |  |  |                                               |  |  |                                         |  |
|                                               |                                       | Johann Philipp, duca di Sassonia-Altenburg    | Friedrich Wilhelm I, duca di Sassonia-Weimar   |  |  |       |  |  |                                               |  |  |                                         |  |
|                                               |                                       | Johann Philipp, duca di Sassonia-Altenburg    | Anna Maria von Pfalz-Neuburg                   |  |  |       |  |  |                                               |  |  |                                         |  |
| Elisabeth Sophia von Sachsen-Altenburg        |                                       | Johann Philipp, duca di Sassonia-Altenburg    |                                                |  |  |       |  |  |                                               |  |  |                                         |  |
|                                               |                                       | Elisabeth von Braunschweig-Lüneburg           | Heinrich Julius, Duca di Brunswick-Lüneburg    |  |  |       |  |  |                                               |  |  |                                         |  |
|                                               |                                       | Elisabeth von Braunschweig-Lüneburg           | Heinrich Julius, Duca di Brunswick-Lüneburg    |  |  |       |  |  |                                               |  |  |                                         |  |
|                                               |                                       | Elisabeth von Braunschweig-Lüneburg           | Elisabeth af Danmark                           |  |  |       |  |  |                                               |  |  |                                         |  |
| Friedrich Wilhelm, duca di Sassonia-Meiningen |                                       | Elisabeth von Braunschweig-Lüneburg           |                                                |  |  |       |  |  |                                               |  |  |                                         |  |
|                                               | Ludwig V, langravio d'Assia-Darmstadt | Georg I, langravio d'Assia-Darmstadt          |                                                |  |  |       |  |  |                                               |  |  |                                         |  |
|                                               | Ludwig V, langravio d'Assia-Darmstadt | Georg I, langravio d'Assia-Darmstadt          |                                                |  |  |       |  |  |                                               |  |  |                                         |  |
|                                               | Ludwig V, langravio d'Assia-Darmstadt | Magdalena zur Lippe                           |                                                |  |  |       |  |  |                                               |  |  |                                         |  |
| Georg II, langravio d'Assia-Darmstadt         | Ludwig V, langravio d'Assia-Darmstadt |                                               |                                                |  |  |       |  |  |                                               |  |  |                                         |  |
|                                               |                                       | Magdalena von Brandenburg                     | Johann Georg, principe elettore di Brandeburgo |  |  |       |  |  |                                               |  |  |                                         |  |
|                                               |                                       | Magdalena von Brandenburg                     | Johann Georg, principe elettore di Brandeburgo |  |  |       |  |  |                                               |  |  |                                         |  |
|                                               |                                       | Magdalena von Brandenburg                     | Elisabeth von Anhalt-Zerbst                    |  |  |       |  |  |                                               |  |  |                                         |  |
| Marie Hedwig von Hessen-Darmstadt             |                                       | Magdalena von Brandenburg                     |                                                |  |  |       |  |  |                                               |  |  |                                         |  |
|                                               |                                       | Johann Georg I, principe elettore di Sassonia | Christian I, principe elettore di Sassonia     |  |  |       |  |  |                                               |  |  |                                         |  |
|                                               |                                       | Johann Georg I, principe elettore di Sassonia | Christian I, principe elettore di Sassonia     |  |  |       |  |  |                                               |  |  |                                         |  |
|                                               |                                       | Johann Georg I, principe elettore di Sassonia | Sophie von Brandenburg                         |  |  |       |  |  |                                               |  |  |                                         |  |
| Sophie Eleonore von Sachsen                   |                                       | Johann Georg I, principe elettore di Sassonia |                                                |  |  |       |  |  |                                               |  |  |                                         |  |
|                                               |                                       | Magdalena Sibylle von Preußen                 | Albrecht Friedrich, duca di Prussia            |  |  |       |  |  |                                               |  |  |                                         |  |
|                                               |                                       | Magdalena Sibylle von Preußen                 | Albrecht Friedrich, duca di Prussia            |  |  |       |  |  |                                               |  |  |                                         |  |
|                                               |                                       | Magdalena Sibylle von Preußen                 | Marie Eleonore von Jülich-Kleve-Berg           |  |  |       |  |  |                                               |  |  |                                         |  |
|                                               |                                       | Magdalena Sibylle von Preußen                 |                                                |  |  |       |  |  |                                               |  |  |                                         |  |